# Piatti orchestrali
I piatti orchestrali sono strumenti musicali a percussione a suono indeterminato costituiti da due dischi di bronzo con cupola centrale, utilizzati in un'orchestra sinfonica o in una banda musicale, impugnati dal percussionista mediante due impugnature di cuoio in posizione verticale ciascuno in una mano e battuti l'uno contro l’altro.

## Descrizione

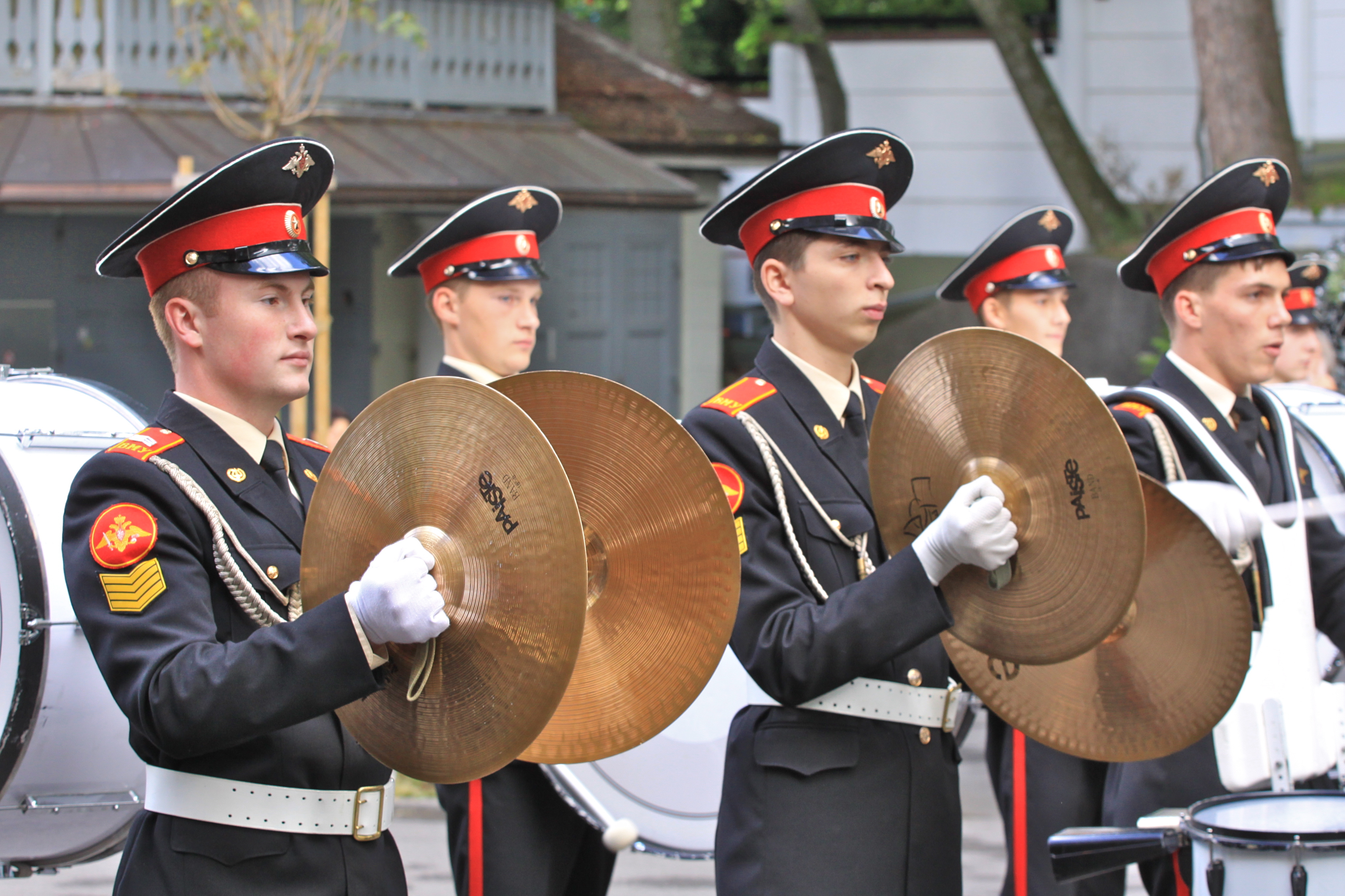
Suonatori di piatti in una banda musicale

La loro origine risale alla metà del XVI secolo. Come la maggior parte degli strumenti a percussione, sono di origine orientale; ma per il loro impiego nelle orchestre si può prendere come punto di riferimento l'Ifigenia in Tauride di Gluck. I piatti orchestrali sono tenuti in mano per mezzo di un manico in cuoio, e vengono fatti sfregare, strisciare o oscillare a seconda del suono che si vuole ottenere (colpo secco, rullo, strisciata). Per Pinzauti, questi strumenti sono semplicissimi, indispensabili per sottolineare il ritmo, ma la difficoltà di un perfetto controllo dell'intensità sonora dell'emissione, li rendono fra gli strumenti tecnicamente «più pericolosi».